# Parco nazionale del monte Elbrus
Il parco nazionale del monte Elbrus (in russo Национальный парк «Приэльбрусье», Nacional'nyj park «Priel'brus'ye») tutela l'ecosistema del monte Elbrus, la più alta montagna d'Europa, con i suoi 5642 m. Il relativo isolamento delle sue impervie gole ha fatto sì che la zona sia ricca di endemismi e biodiversità. Il parco si trova nella parte centrale della catena del Caucaso ed è uno dei 22 parchi nazionali presenti su queste montagne, appartenenti a diverse nazionalità, che proteggono complessivamente l'1,8% della regione. Dal punto di vista amministrativo, è ripartito tra l'Ėl'brusskij rajon e lo Zol'skij rajon, nell'angolo sud-occidentale della repubblica di Cabardino-Balcaria, in Russia.

## Geografia
Il parco nazionale del monte Elbrus si estende attraverso le cime e le pendici settentrionali del Caucaso centrale, comprendendo anche alcune aree delle pendici meridionali, ad altitudini che vanno dai 1400 ai 5642 m. Il territorio comprende ambienti diversi con alte vette, lunghi costoni, ghiacciai, colate di lava, laghi e, in basso, valli fluviali rivestite di foreste. Il monte Elbrus si trova ai confini occidentali del parco, sulla frontiera con la repubblica della Karačaj-Circassia. Dai ghiacciai dell'Elbrus traggono origine i rami sorgentiferi del fiume Malka che, attraverso un altopiano al di sotto delle sorgenti glaciali, si dirigono verso nord e verso est. Il Baksan scorre a est della montagna attraverso le zone meno elevate del parco. Lungo il confine meridionale del parco corre la frontiera nazionale con la Georgia. Circa 155 km², ovvero circa il 15,3% del territorio del parco, è costituito da ghiacciai o nevi perenni.

## Clima
Il parco è situato nell'ecoregione delle «Foreste miste del Caucaso», una delle più ricche di biodiversità del mondo a causa della confluenza di zone ecologiche diverse e delle notevoli escursioni altimetriche.
A causa della sua altitudine, il parco è caratterizzato da un clima artico (ET secondo la classificazione dei climi di Köppen). Si tratta di un clima locale in cui almeno un mese ha una temperatura media abbastanza alta da sciogliere la neve (0 °C), ma nessun mese ha una temperatura media superiore a 10 °C. Le temperature effettive, tuttavia, presentano un'elevata escursione a causa delle grandi differenze di altitudine.

## Flora e fauna
Le diverse fasce altitudinali modellano la flora del parco. Nelle vallate fluviali di bassa quota si trovano fitte foreste di conifere, principalmente di pini. Il sottobosco a questo livello è costituito da un misto di ginepro, crespino e rosa selvatica. Dove le zone sono più umide, nel sottobosco crescono boschetti di lamponi selvatici, ribes e uva spina. Al di sopra si estende una sottile fascia di latifoglie e, nella zona subalpina, di arbusti. Sopra ancora ci sono prati alpini e infine, alle quote più elevate, neve, roccia e ghiaccio.
Tra i mammiferi più comuni nella foresta vi sono lupi, sciacalli dorati, volpi rosse, linci, cinghiali e orsi bruni.

## Turismo
Il parco è una meta prediletta per gli amanti degli sport di montagna - sci, escursionismo e arrampicata. Vengono praticati anche il campeggio, i tour in veicoli fuoristrada e l'ecoturismo. Il turismo, sia nazionale che estero, viene incoraggiato ed esistono strutture apposite all'interno del parco (entro i cui confini si trovano sei piccoli insediamenti). Il parco si trova 90 km a ovest della città di Nal'čik.

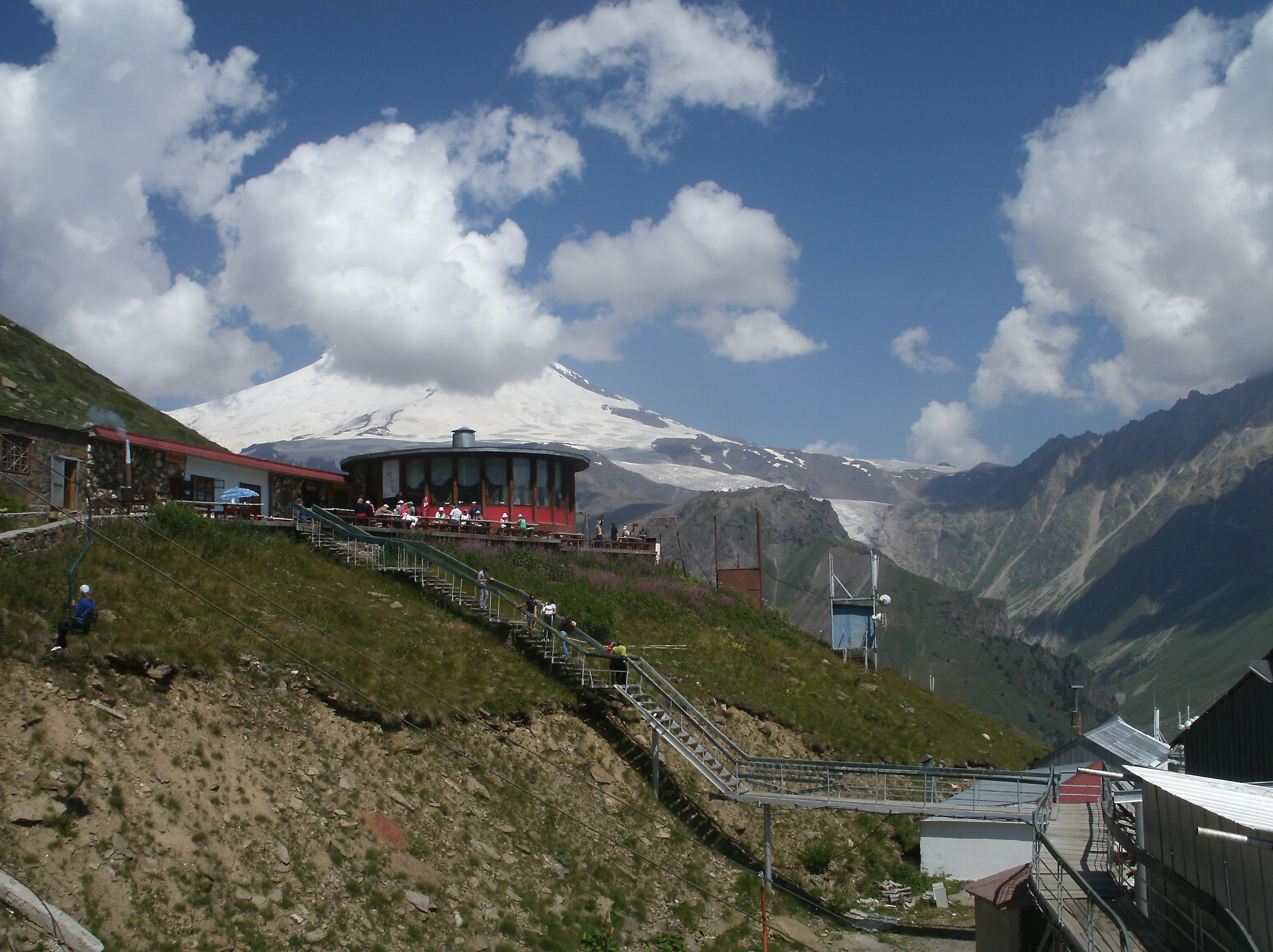
Il caffè e la veduta panoramica sul monte Elbrus, sopra la valle del Baksan
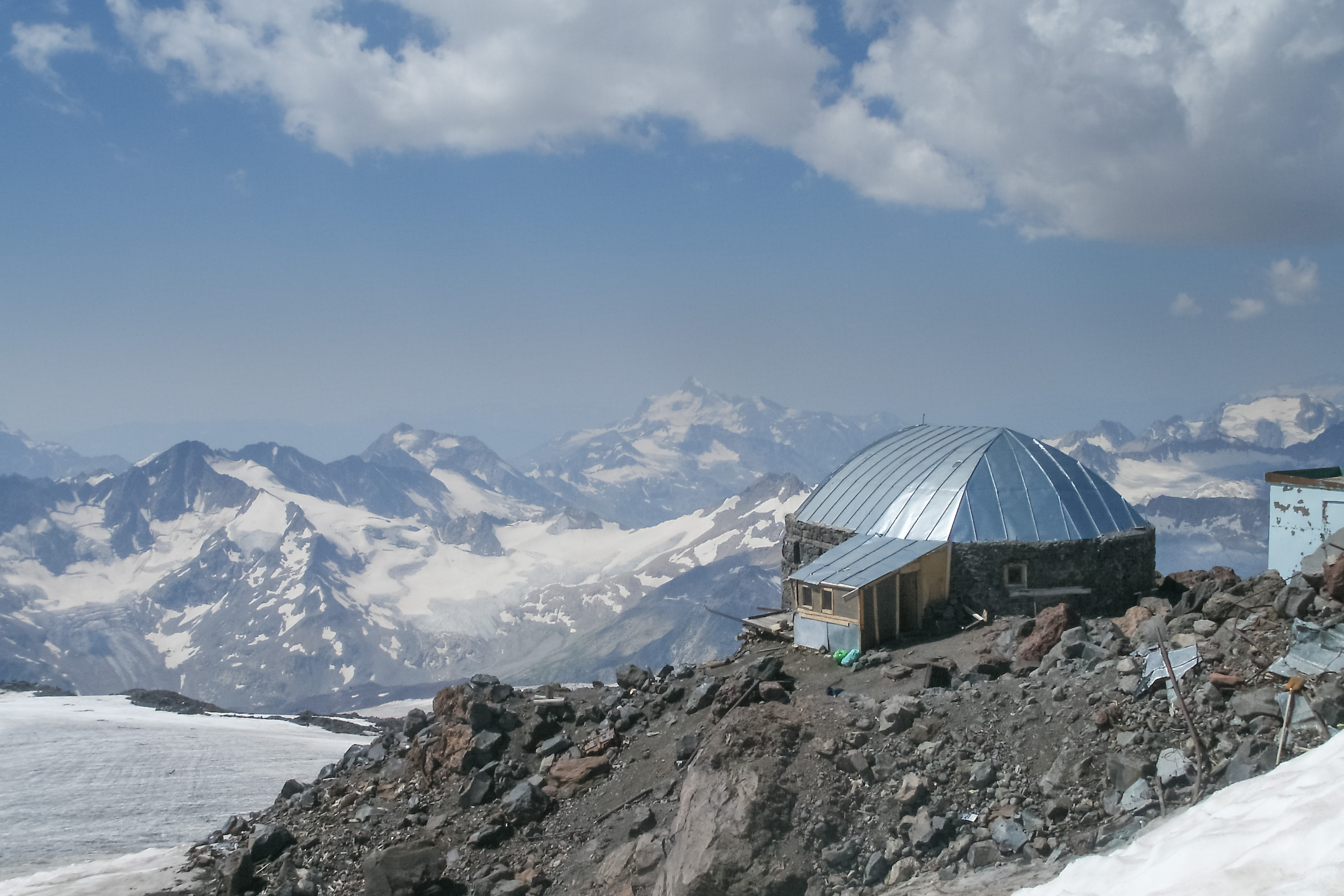
Il rifugio 11 sul monte Elbrus
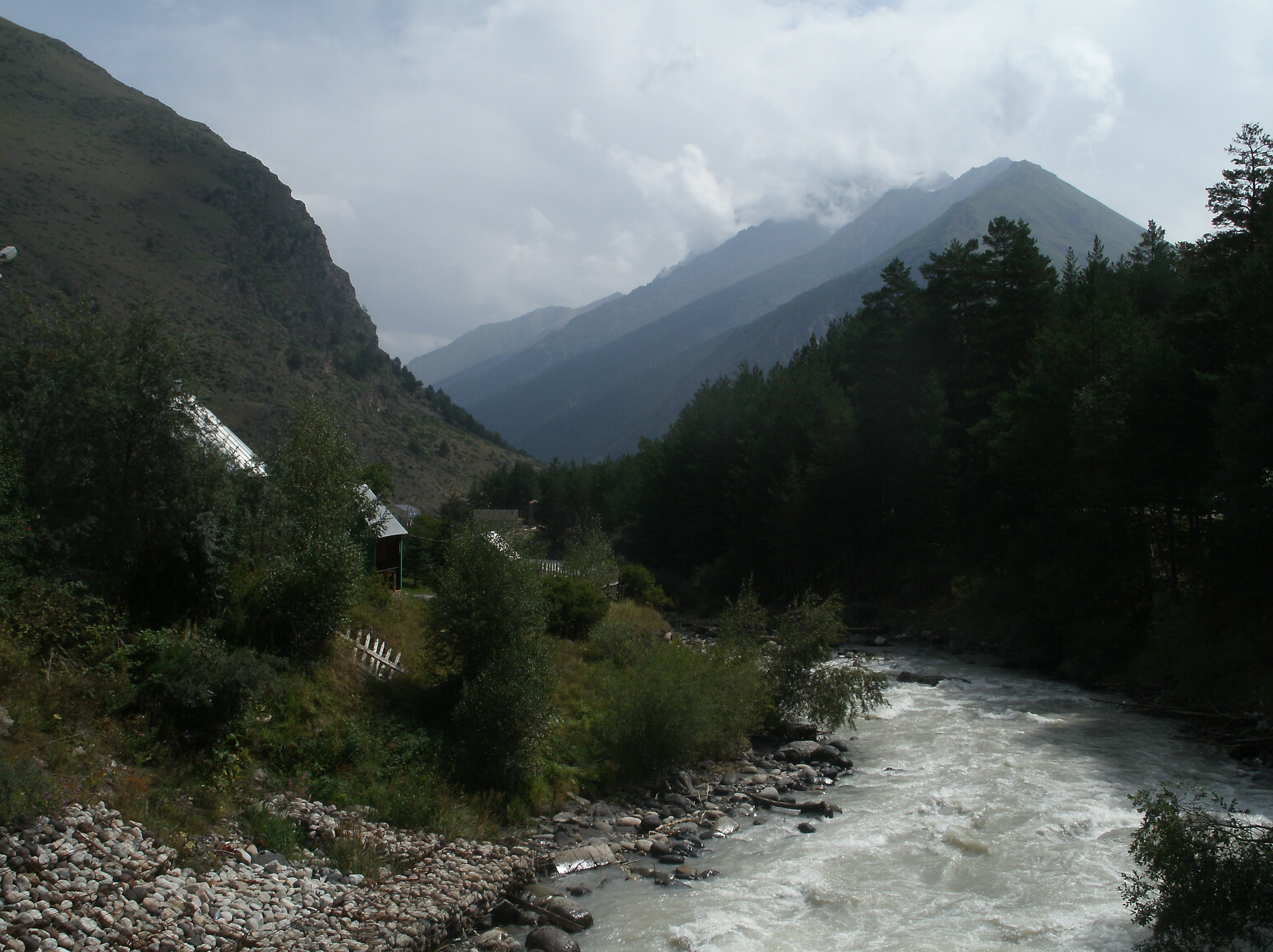
La valle del Baksan
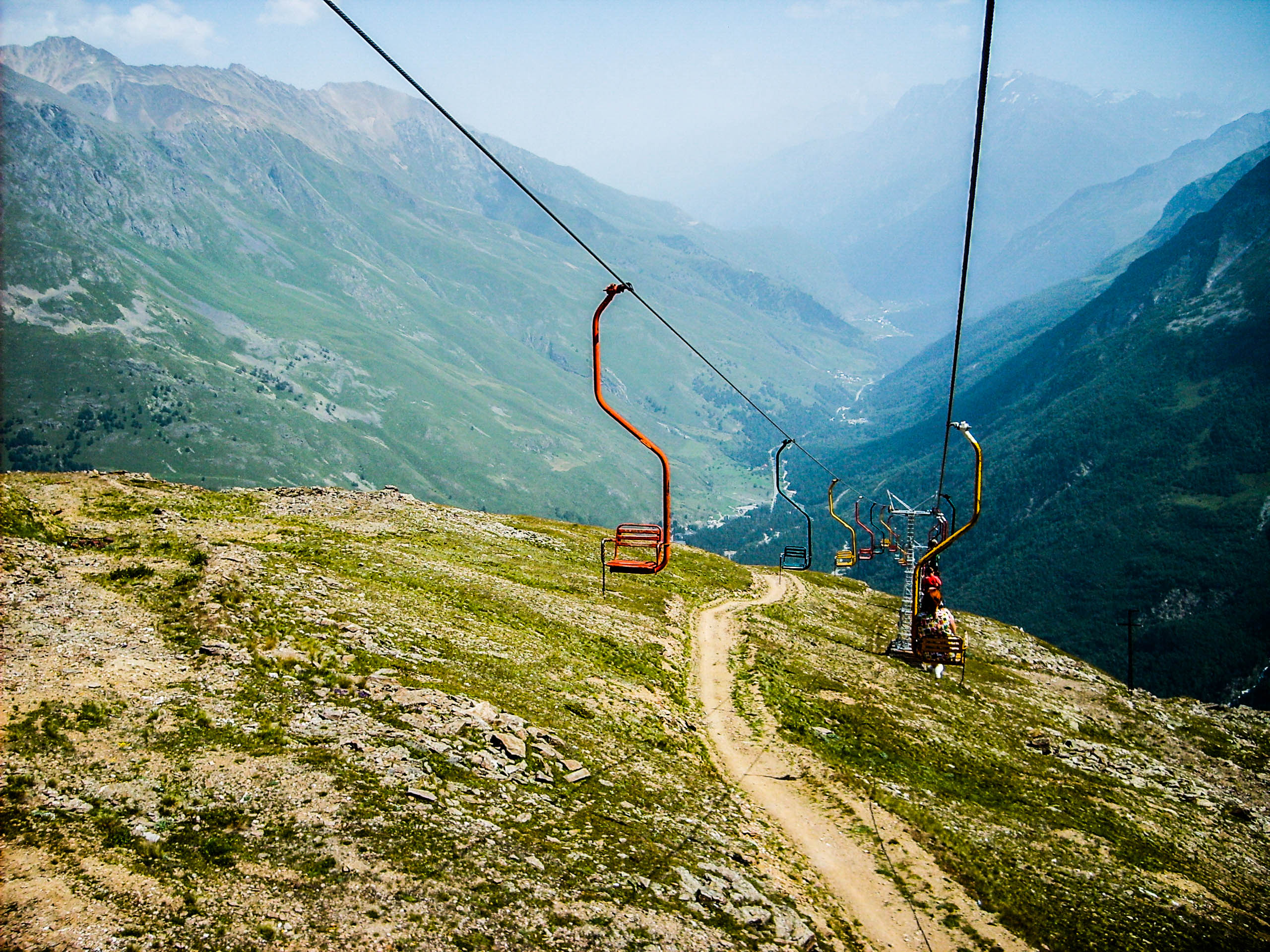
Seggiovia sull'Elbrus
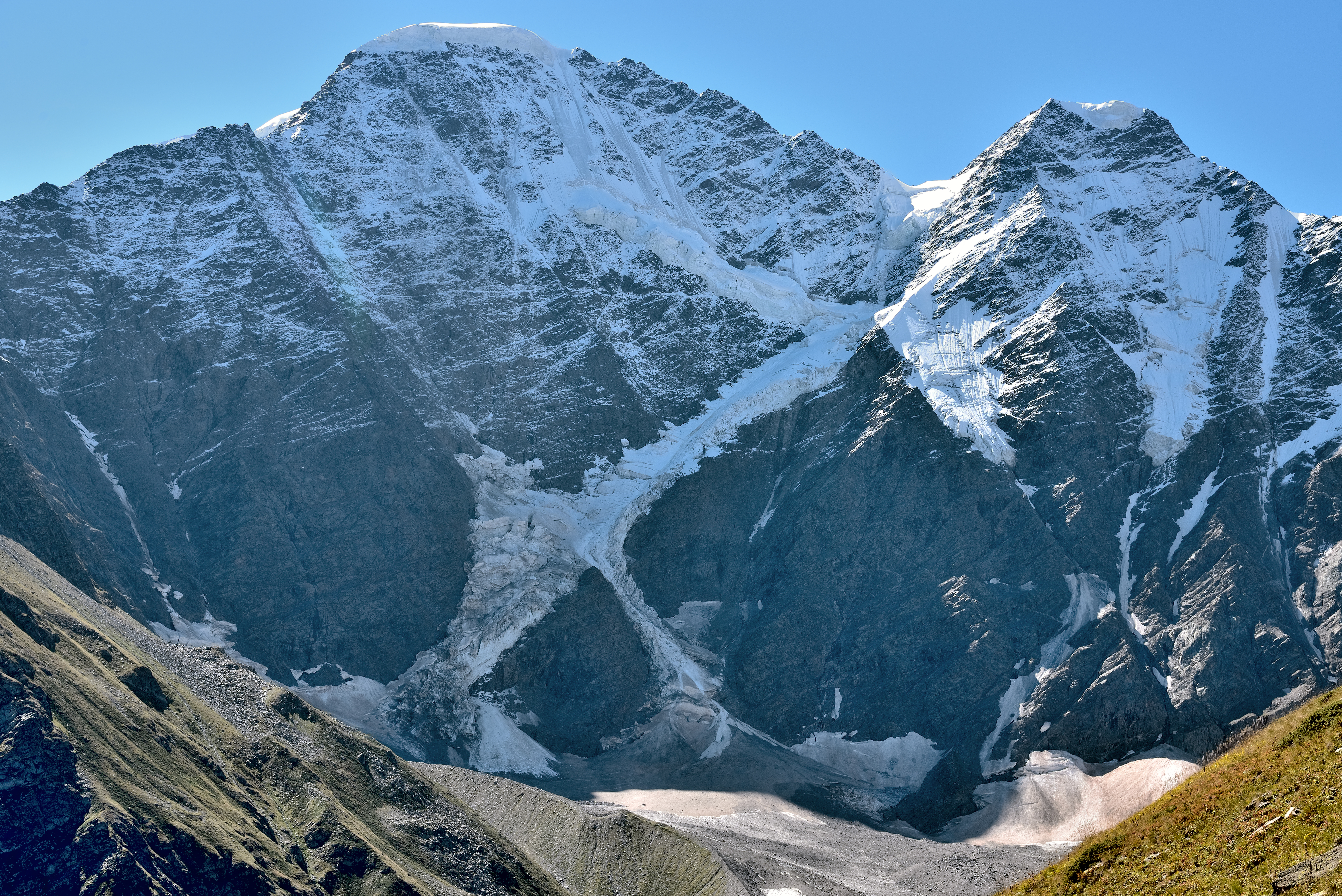
Il ghiacciaio Donguzorun
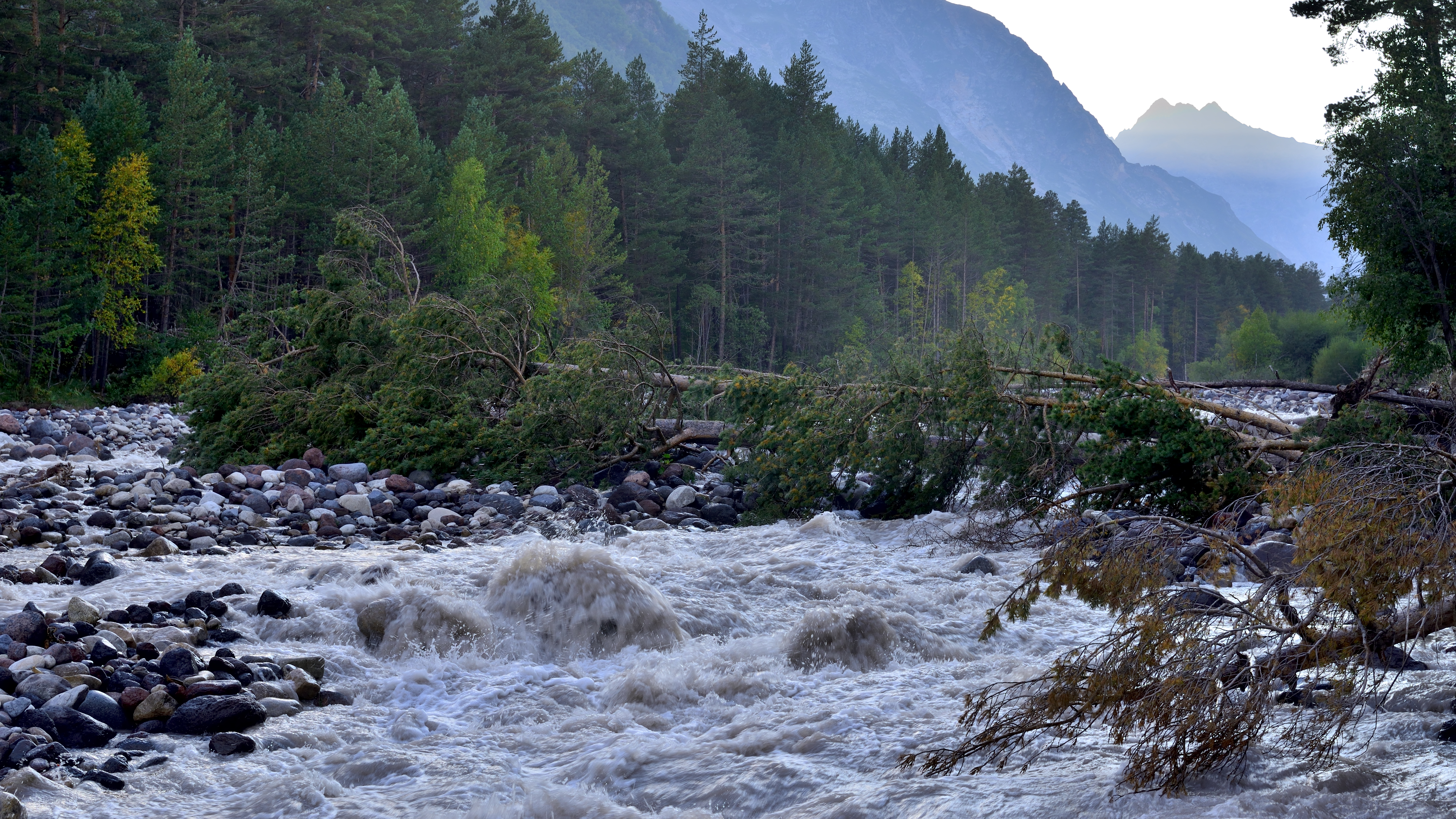
Le acque impetuose del Baksan
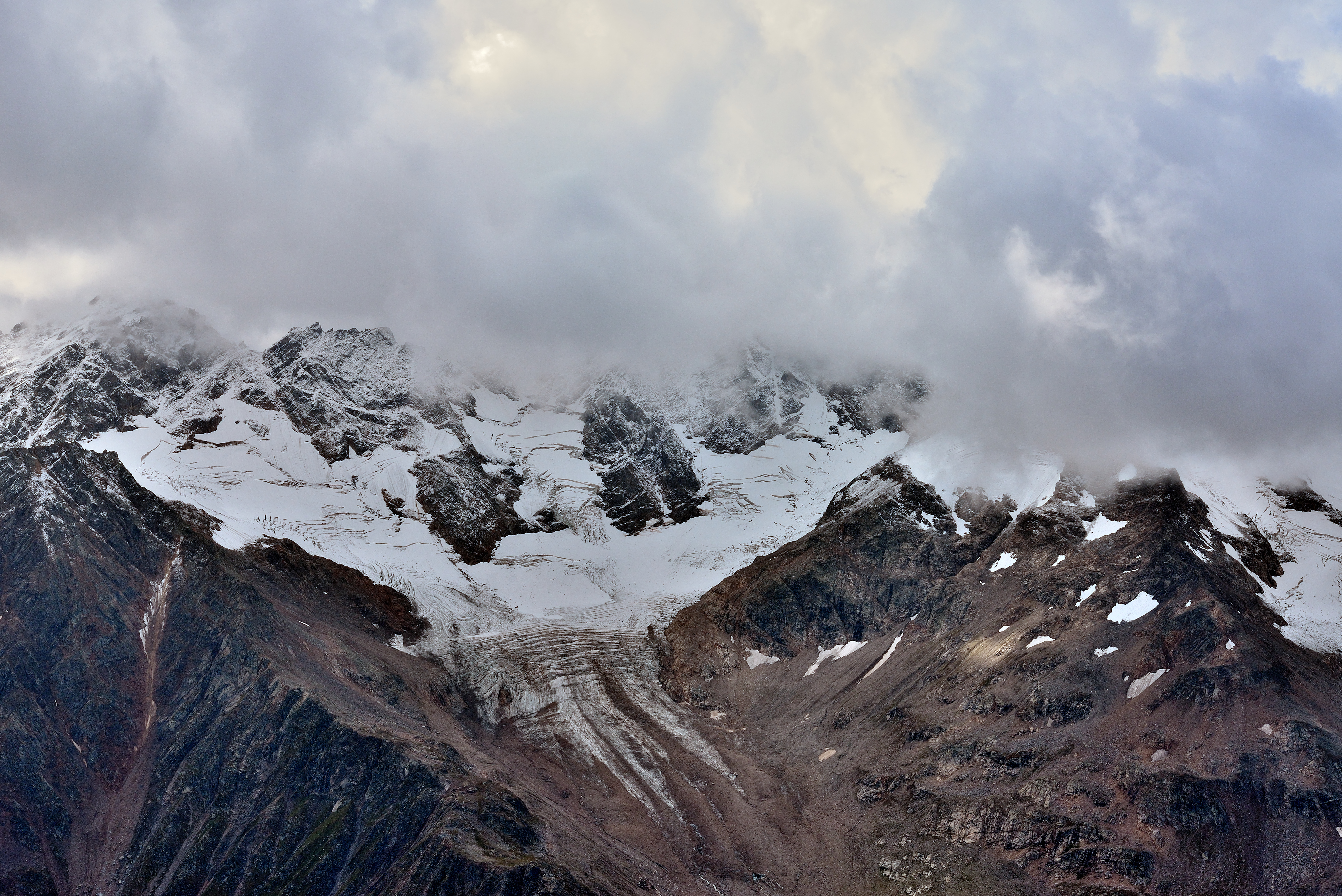
il ghiacciaio Čegetkara